# Ли Бинь (предприниматель)
Ли Бинь (англ. William Li, Bin Li; родился 9 августа 1974 года) — китайский предприниматель, основатель, председатель совета директоров и CEO автомобильной компании NIO, а также основатель и председатель совета директоров интернет-компании BitAuto Holdings Limited. Forbes назвал Ли Бинь «китайским Элоном Маском». По оценкам Forbes, по состоянию на 12 сентября 2018 года его общее состояние достигло около 1,1 млрд долларов.

## Биография
Ли Бинь родился в 1974 году в китайской провинции Аньхой. Окончил факультет социологии Пекинского университета, параллельно факультативно изучал юриспруденцию и информатику.
В 2000 году совместно с партнёрами основал интернет-компанию BitAuto. С 2005 года он занимает пост председателя совета директоров и CEO компании BitAuto. В 2018 году ушёл в отставку с должности CEO BitAuto. Является членом сооснователей компании Mobike и одним из её первых инвесторов, вышел из состава совета директоров в 2018 году.
В ноябре 2014 года Ли Бинь основал компанию NIO по производству электромобилей и с этого времени одновременно занимает посты председателя совета директоров и CEO.
В 2017 году журнал GQ назвал Ли Бинь «Предпринимателем года», в том же году он получил премию сайта Netease «Netease будущие деятели технологии» в номинации «Лидер бизнес инноваций». В 2018 году сайт Sina Finance совместно с People’s Daily и каналом Wu Xiaobo присудил победу Ли Бинь в премии «Десять ведущих экономических деятелей 2017 года».